# 杭州东部湾总部大楼
杭州东部湾总部大楼位于杭州钱塘区24号大街以南，凯利路以东，之江东路以北，拾里路以西。占地面积52.7亩，总建筑面积约22.7万平米。由五幢塔楼及底部连通的裙房组成，涵盖办公、商业、餐饮、会议等业态。由杭州东部城市建设投资集团开发，2021年9月竣工。周边有沿江景观公园、钱塘轮滑中心（亚运轮滑馆）。

## 简介
1号楼地上47层，地下2层，建筑面积约9.23万平米，建筑高度199.8米（也有报道为199.5米），为钱塘区“第一高楼”。2号楼23层105米，3号楼16层77米，4号楼12层62米，5号楼7层43米。
总部大楼是东部湾总部基地的首个项目，总部基地占地面积约137.4公顷，目标是成为创新型浙商企业总部和产业型服务业总部基地。